# Delosperma uitenhagense
Delosperma uitenhagense är en isörtsväxtart som beskrevs av L. Bol.. Delosperma uitenhagense ingår i släktet Delosperma, och familjen isörtsväxter. Inga underarter finns listade i Catalogue of Life.